# Ahmad Shamlu

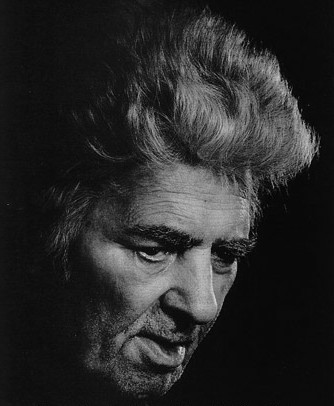
Ahmad Shamlu

Ahmad Shamlu (persiska: احمد شاملو), född 12 december 1925, död 24 juli 2000 (diabetes), var en iransk poet och författare. 
Han debuterade som poet 1947 och publicerade sin första novell 1950. På 1950-talet var han fängslad i fjorton månader. Han skrev ungefär 70 böcker under sin litterära karriär.
Han reste flera gånger till Sverige för att läsa sina dikter för landsmän som befann sig i exil; vid ett tillfälle kom tvåtusen av dessa iranier i exil till Folkets hus i Stockholm för att lyssna på hans poesi. 
1999 erhöll han Stig Dagermanpriset, men var alltför sjuk för att kunna komma och hämta sitt pris. Sven Delblanc har kallat Shamlu "en levande legend".
Vid hans död återfanns tusentals sörjande utanför det sjukhus i Teheran där han avled, och hundratals följde honom i ett sorgetåg till hans grav.

## Priser och utmärkelser
- Stig Dagermanpriset 1999